# Tébessa
Tébessa   este un oraș  în  Algeria, reședința  provinciei  Tébessa, localizat la o distanță de 20 km de granița cu Tunisia. În apropiere, există mine de fosfați.

## Personalități născute aici
- Robert Merle (1908 - 2004), scriitor francez;
- Nadir Larbaoui (n. 1949), politician, avocat, premier al Algeriei⁠(d).